# Gueneralovka (oblast de Koursk)
Gueneralovka (en russe : Генераловка) est un hameau du selsoviet de Pogrebki du raïon de Soudja dans l'oblast de Koursk, en Russie. Sa population s'élevait à 13 habitants au recensement de 2021.

## Géographie
Le hameau de Gueneralovka se situe dans l'oblast de Koursk, un oblast de la partie européenne de la Russie. Le hameau fait partie du raïon de Soudja, avec Soudja comme centre administratif. Il se trouve dans le selsoviet de Pogrebki, une municipalité, avec le village de Pogrebki comme chef-lieu.

## Démographie
Recensements (*) et estimations de la population :
| 2002 * | 2010* | 2021* | - |
| ------ | ----- | ----- | - |
| 28     | 12    | 13    | - |